# Frontera entre Kenia y Tanzania
La frontera entre Kenia y Tanzania es una línea terrestre de 769 kilómetros de extensión que separa Tanzania de Kenia. Se trata de una frontera con grandes segmentos en línea recta. Comienza en el margen oriental del lago Victoria, siguiendo hacia el sureste y sirviendo de límite también a las reservas del parque nacional Serengueti (Tanzania) y Masái Mara (Kenia). Pasa luego pocos kilómetros al norte del monte Kilimanjaro, el más alto de África, continuando antes de llegar al canal de Pemba, en el océano Índico. Fue un foco de tensión a finales de los años setenta y en los años 2007 y 2017 se han dado enfrentamientos interfronterizos protagonizados por los masais debido al robo de ganado.